# Ihar Uladzimiravics Kanihin
Ihar Uladzimiravics Kanihin, belaruszul: Ігар Уладзіміравіч Каныгін, oroszul: Игорь Владимирович Каныгин (Vicebszk, 1956. június 6. –) olimpiai ezüstérmes, világ- és Európa-bajnok szovjet válogatott fehérorosz birkózó, edző.

## Pályafutása
Kötöttfogás félnehézsúlyban versenyzett. 1968-ban kezdett el birkózni a Gyinamo Vityebszk versenyzőjeként. Első nemzetközi versenye az 1978-as oslói Európa-bajnokság volt, ahol kilencedik helyen végzett. Az 1980-as moszkvai olimpián ezüstérmet szerzett. A döntőben Növényi Norberttól kapott ki. A szovjet bojkott miatt az 1984-es olimpián nem vehetett részt. Az olimpia helyett megrendezett Barátság versenyeken Budapesten aranyérmet szerzett Növényi Norbertet megelőzve.
1981 és 1985 között a világbajnokságokon két arany- és egy-egy ezüst- illetve bronzérmet nyert. 1980 és 1985 között az Európa-bajnokságokon négy arany- és egy ezüstérmet szerzett. Négyszeres szovjet bajnok volt. Háromszor félnehézsúlyban (1980, 1982, 1984), egyszer nehézsúlyban (1987) szerzett aranyérmet. Az 1988-as szovjet olimpiai csapatba már nem válogatták be és ezért visszavonult a versenyzéstől. Ezt követően birkózóedzőként dolgozott Fehéroroszországban, majd Dániában.

## Sikerei, díjai
- Olimpiai játékok – kötöttfogás, 90 kg
  - ezüstérmes: 1980, Moszkva
- Barátság versenyek – kötöttfogás, 90 kg
  - aranyérmes: 1984, Budapest
- Világbajnokság – kötöttfogás, 90 kg
  - aranyérmes (2): 1981, 1983
  - ezüstérmes: 1985
  - bronzérmes: 1982
- Európa-bajnokság
  - aranyérmes: 1980, 1982, 1983, 1985
  - ezüstérmes: 1984
- Szovjet bajnokság – kötöttfogás
  - bajnok (4): 1980, 1982, 1984 (90 kg), 1987 (100 kg)